# Astérix (satélite)

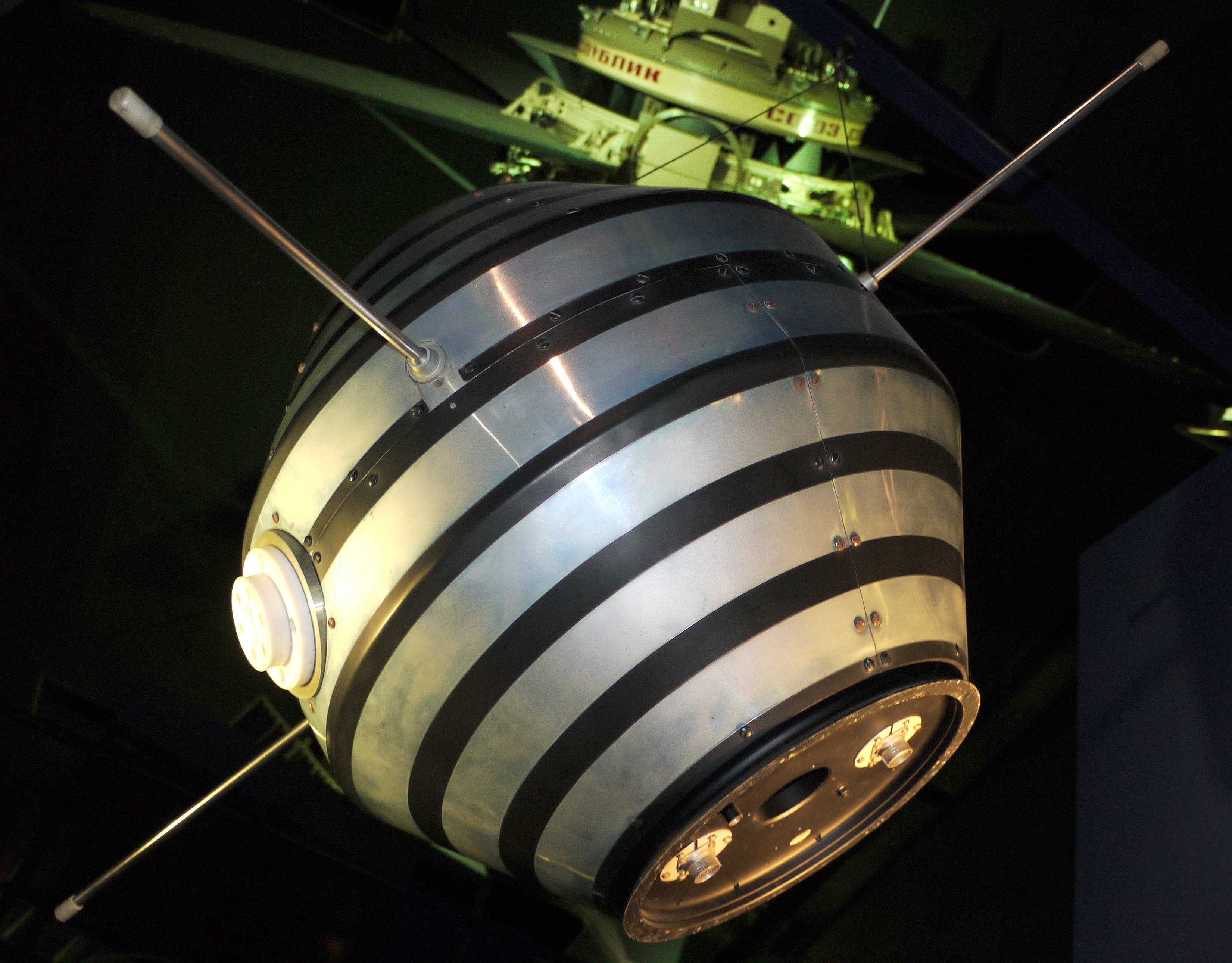
Asterix (A-1)

Astérix, o primeiro satélite francês, foi lançado em 26 de novembro de 1965 por um foguetão Diamant A de Hammaguir na Argélia Francesa. Foi originalmente chamado de A-1, como o primeiro satélite militar francês, mas posteriormente recebeu o nome do popular personagem de histórias em quadrinhos, Astérix. Por causa da relativamente alta altitude de sua órbita, não se esperava que ele reentrasse na atmosfera terrestre por muitos séculos. Com o satélite Astérix, a França tornou-se o sexto país a colocar com sucesso um satélite artificial em órbita, depois da União Soviética, Estados Unidos, Reino Unido, Canadá e Itália (apesar dos satélites dos três últimos países citados terem sido lançados pela NASA).

## Dados
- Massa: 42 kg
- Perigeu: 527 km
- Apogeu: 1697 km
- Inclinação: 34.3 graus
- Período orbital: 107,5 minutos